# Talapoin angolański
Talapoin angolański, talapoin (Miopithecus talapoin) – gatunek ssaka naczelnego z podrodziny koczkodanów (Cercopithecinae) w obrębie rodziny koczkodanowatych (Cercopithecidae) i jeden z jej mniejszych przedstawicieli.

## Nazewnictwo
W polskiej literaturze zoologicznej gatunek M. talapoin był oznaczany nazwą „talapoin”. W wydanej w 2015 roku przez Muzeum i Instytut Zoologii Polskiej Akademii Nauk publikacji „Polskie nazewnictwo ssaków świata” gatunkowi nadano nazwę „talapoin angolański”, rezerwując nazwę „talapoin” dla rodzaju tych małp.

## Taksonomia
Gatunek po raz pierwszy zgodnie z zasadami nazewnictwa binominalnego opisał w 1774 roku niemiecki przyrodnik Johann Christian Daniel von Schreber nadając mu nazwę Simia talapoin. Nie jest znane miejsce typowe, niektóre źródła wskazują na Angolę. Schreber swój opis oparł na „Le Talapoin” Georges-Louisa Leclerc de Buffona z 1766 roku i „Talapoin” Thomasa Pennanta z 1771 roku.
Autorzy Illustrated Checklist of the Mammals of the World uznają ten takson za gatunek monotypowy.

### Etymologia
- Miopithecus: gr. μειων meiōn „mniej, pomniejszy”; πιθηκος pithēkos „małpa”[19].
- talapoin: XVI-wieczna francuska nazwa Talapoin oznaczająca mnicha buddyjskiego, od port. talapão „mnich buddyjski”, od mon tala pōi „nasz pan”[20].

## Zasięg występowania
Talapoin angolański w południowo-zachodniej Demokratycznej Republice Konga (po obu stronach rzeki Kasai i wzdłuż rzek Mebrige, Loge, Kuanza, Nhia, Cuvo i Cuango) i północno-zachodniej Angoli (od przybrzeżnych działów wodnych rzeki Kongo na południe do około 13°S).

## Morfologia
Długość ciała (bez ogona) samców 26–45 cm, długość ogona około 53 cm; masa ciała samic 0,75–0,8 kg, samców 1,2–1,3 kg.

## Ekologia
Prowadzi dzienny i nadrzewny tryb życia. Jego pokarm stanowią owoce, nasiona, liście i owady, jaja ptasie i małe kręgowce. Samice osiągają dojrzałość płciową około 4,5 roku życia, samce rok lub dwa lata później. Ciąża trwa 160 dni. W niewoli najdłuższy odnotowany wiek to 28 lat. Talapoin jest zwierzęciem socjalnym, żyje w stadach liczących 60–100 osobników.

## Status zagrożenia
W Czerwonej księdze gatunków zagrożonych Międzynarodowej Unii Ochrony Przyrody i Jej Zasobów został zaliczony do kategorii VU (ang. vulnerable ‘narażony’).